# Федоро-Петровка
Фе́доро-Петро́вка (рос. Фёдоро-Петровка, башк. Федоро-Петровка) — присілок у складі Стерлітамацького району Башкортостану, Росія. Входить до складу Первомайської сільської ради.
Населення — 2 особи (2010; 8 в 2002).
Національний склад:
- башкири — 87%